# ويم بولاك
ويم بولاك (بالهولندية: Wim Polak)‏ هو اقتصادي وسياسي هولندي، ولد في 14 سبتمبر 1924 في أمستردام في هولندا، وتوفي في 1 أكتوبر 1999 في هولندا. حزبياً، نشط في حزب العمل.

## مناصب
- انتخب municipal councillor of Amsterdam ‏ (2 سبتمبر 1962 – 11 مايو 1973).
- انتخب municipal executive of Amsterdam ‏ (1 سبتمبر 1970 – 11 مايو 1973).
- انتخب municipal executive of Amsterdam ‏ (1 سبتمبر 1965 – 1 سبتمبر 1970).
- انتخب عمدة حكومة أمستردام (15 يونيو 1977 – 1 يونيو 1983).